# Lijst van koningen van Joseon
De Joseondynastie volgde Goryeo op in 1392. In 1897, toen de dynastie veranderde naar het keizerrijk Korea, kregen sommige koningen postuum de rang van keizer.
| #  | Persoonlijke naam | Persoonlijke naam | Regeringsperiode | Hofnaam (C)/ Pseudoniem (Ps)    | Hofnaam (C)/ Pseudoniem (Ps)     | Tempel naame (廟號) (T) / Postume naam (諡號) (P) | Tempel naame (廟號) (T) / Postume naam (諡號) (P) |
| #  | Geromaniseerd     | Hangul/Hanja      | Regeringsperiode | Geromaniseerd                   | Hangul/Hanja                     | Geromaniseerd                                     | Hangul/Hanja                                      |
| -- | ----------------- | ----------------- | ---------------- | ------------------------------- | -------------------------------- | ------------------------------------------------- | ------------------------------------------------- |
| 1  | Yi Seong gye      | 이성계 李成桂     | 1392–1398        | Junggyeol (C)                   | 중결 仲潔 (C)                    | Taejo                                             | 태조 太祖 (T)                                     |
| 2  | Yi Bang-gwa       | 이방과 李芳果     | 1398–1400        | Gwangwon (C)                    | 광원 光遠 (C)                    | Jeongjong                                         | 정종 定宗 (T)                                     |
| 3  | Yi Bang won       | 이방원 李芳遠     | 1400–1418        | Yudeok (C)                      | 유덕 遺德(C)                     | Taejong                                           | 태종 太宗(T)                                      |
| 4  | Yi Do             | 이도 李祹         | 1418–1450        | Wonjeong (C)                    | 원정 元正 (C)                    | Sejong de Grote                                   | 세종 世宗(T)                                      |
| 5  | Yi Hyang          | 이향 李珦         | 1450–1452        | Hwiji (C)                       | 휘지 輝之(C)                     | Munjong                                           | 문종 文宗 (T)                                     |
| 6  | Yi Hong wi        | 이홍위 李弘緯     | 1452–1455        |                                 |                                  | Danjong                                           | 단종 端宗 (T)                                     |
| 7  | Yi Yu             | 이유 李瑈         | 1455–1468        | Suji (C)                        | 수지 粹之 (C)                    | Sejo                                              | 세조 世祖 (T)                                     |
| 8  | Yi Gwang          | 이광 李晄         | 1468–1469        | Myungjo/Pyeongnam (C)           | 명조/평남 明照/平南 (C)          | Yejong                                            | 예종 睿宗 (T)                                     |
| 9  | Yi Hyeol          | 이혈 李娎         | 1469–1494        |                                 | (C)                              | Seongjong                                         | 성종 成宗(T)                                      |
| 10 | Yi Yung           | 이융 李隆         | 1494–1506        |                                 | (C)                              | Yeonsangun                                        | 연산군 燕山君                                     |
| 11 | Yi Yeok           | 이역 李懌         | 1506–1544        | Nakcheon (C)                    | 낙천 樂天 (C)                    | Jungjong                                          | 중종 中宗 (T)                                     |
| 12 | Yi Ho             | 이호 李峼         | 1544–1545        | Cheonyun (C)                    | 천윤 天胤 (C)                    | Injong                                            | 인종 仁宗 (T)                                     |
| 13 | Yi Hwan           | 이환 李峘         | 1545–1567        | Daeyang (C)                     | 대양 對陽 (C)                    | Myeongjong                                        | 명종 明宗 (T)                                     |
| 14 | Yi Yeon           | 이연 李蚣         | 1567–1608        |                                 |                                  | Seonjo                                            | 선조 宣祖 (T)                                     |
| 15 | Yi Hon            | 이혼 李琿         | 1608–1623        |                                 | (C)                              | Gwanghaegun                                       | 광해군 光海君                                     |
| 16 | Yi Jong           | 이종 李倧         | 1623–1649        | Hwabaek (C)                     | 화백 和伯(C)                     | Injo                                              | 인조 仁祖 (T)                                     |
| 17 | Yi Ho             | 이호 李淏         | 1649–1659        | Jeongyeon (C) Juko (Ps)         | 정연/靜淵 (C) 죽오/竹梧 (Ps)     | Hyojong                                           | 효종 孝宗(T)                                      |
| 18 | Yi Yeon           | 이연 李棩         | 1659–1674        | Gyungjik (C)                    | 경직 景直 (C)                    | Hyeonjong                                         | 현종 顯宗 (T)                                     |
| 19 | Yi Sun            | 이순 李焞         | 1674–1720        | Myungbo (C)                     | 명보 明普 (C)                    | Sukjong                                           | 숙종 (T)                                          |
| 20 | Yi Yun            | 이윤 李昀         | 1720–1724        | Hwiseo (C)                      | 휘서 輝瑞 (C)                    | Gyeongjong                                        | 경종 (T)                                          |
| 21 | Yi Geum           | 이금 李昑         | 1724–1776        | Gwangsuk (C) Yangseongheon (Ps) | 광숙/光叔 (C) 양성헌/養性軒 (Ps) | Yeongjo                                           | 영조 英祖 (T)                                     |
| 22 | Yi San            | 이산 李祘         | 1776–1800        | Hyeongun (C) Hongjae (Ps)       | 형운/亨運 (C) 홍재/弘齋 (Ps)     | Jeongjo                                           | 정조 正祖 (T)                                     |
| 23 | Yi Gong           | 이공 李蚣         | 1800–1834        | Gongbo (C) Sunjae (Ps)          | 공보/公寶(C) 순재/純齋 (Ps)      | Sunjo                                             | 순조 純祖 (T)                                     |
| 24 | Yi Hwan           | 이환 李奐         | 1834–1849        | Muneung (C) Wonheon (Ps)        | 문응/文應 (C) 원헌/元軒 (Ps)     | Heonjong                                          | 헌종 憲宗 (T)                                     |
| 25 | Yi Byeon          | 이변 李昪         | 1849–1863        | Dosung (C) Daeyongjae (Ps)      | 도승/道升(C) 대용재/大勇齋(Ps)   | Cheoljong                                         | 철종 哲宗 (T)                                     |
| 26 | Yi Myeong bok     | 이명복 李命福     | 1863–1897 (1907) | Seongrim (C) Juyeon (Ps)        | 성림/聖臨(C) 주연/珠淵 (Ps)      | Gojong                                            | 고종 高宗 (T)                                     |
| 27 | Yi Cheok          | 이척 李拓         | (1907–1910)      | Gunbang (C) Jeongheon (Ps)      | 군방/君邦(C) 정헌/正軒 (Ps)      | Sunjong                                           | 순종 純宗 (T)                                     |